# Radom
Radom és una ciutat de Polònia situada al Voivodat de Masòvia. La ciutat és alhora ciutat del comtat i capital del comtat de Radom. Amb els seus 218 466 habitants el 2013 (212.230 habitants el 2019), Radom és la catorzena ciutat més gran de Polònia.
La ciutat de Radom és avui un important centre acadèmic, econòmic i industrial de Polònia.

## Geografia

### Ubicació
Radom es troba al centre de Polònia a la part sud del Voivodat de Masòvia, al riu Mleczna. La ciutat es troba a 100 km al sud de Varsòvia i 190 km al nord-est de Cracòvia.

Espectacle aeri a Radom
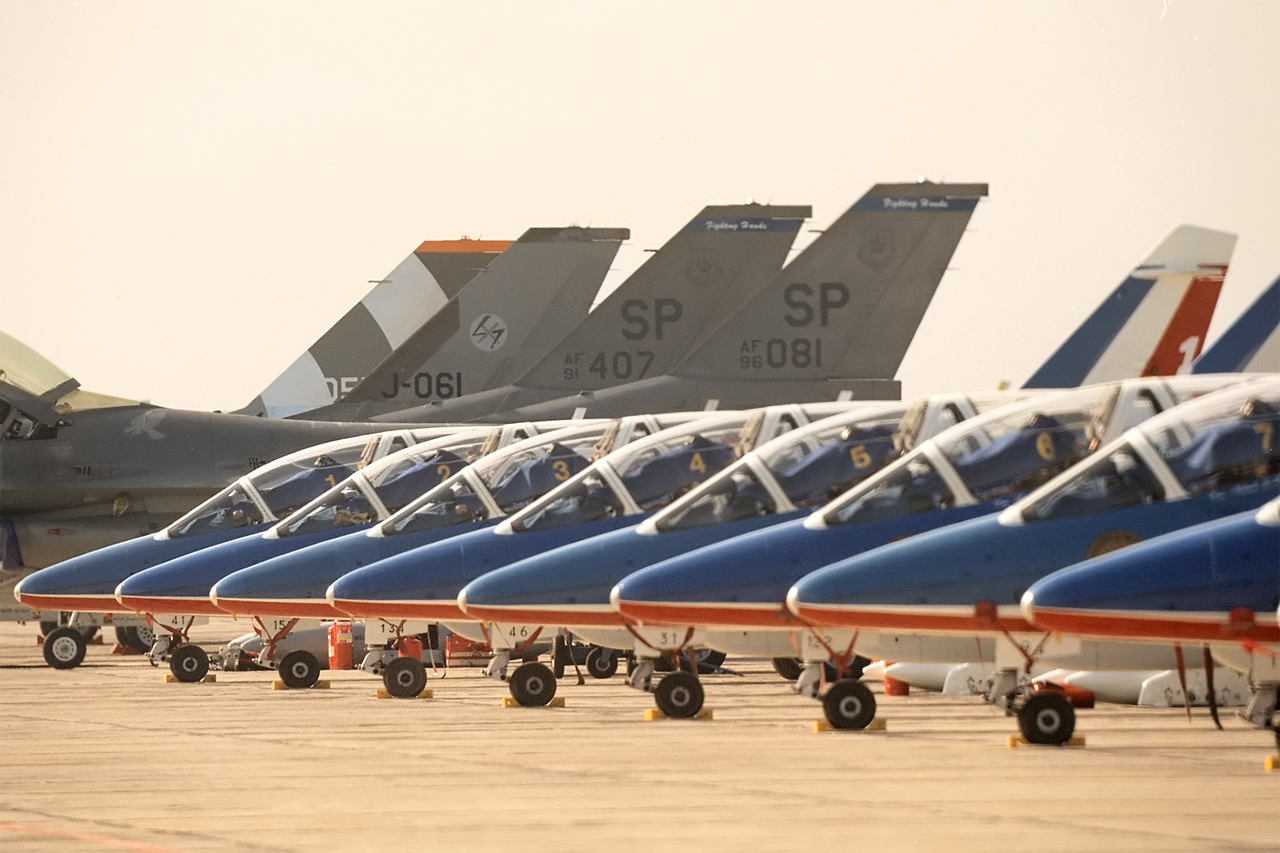
Patrulla francesa, 2005
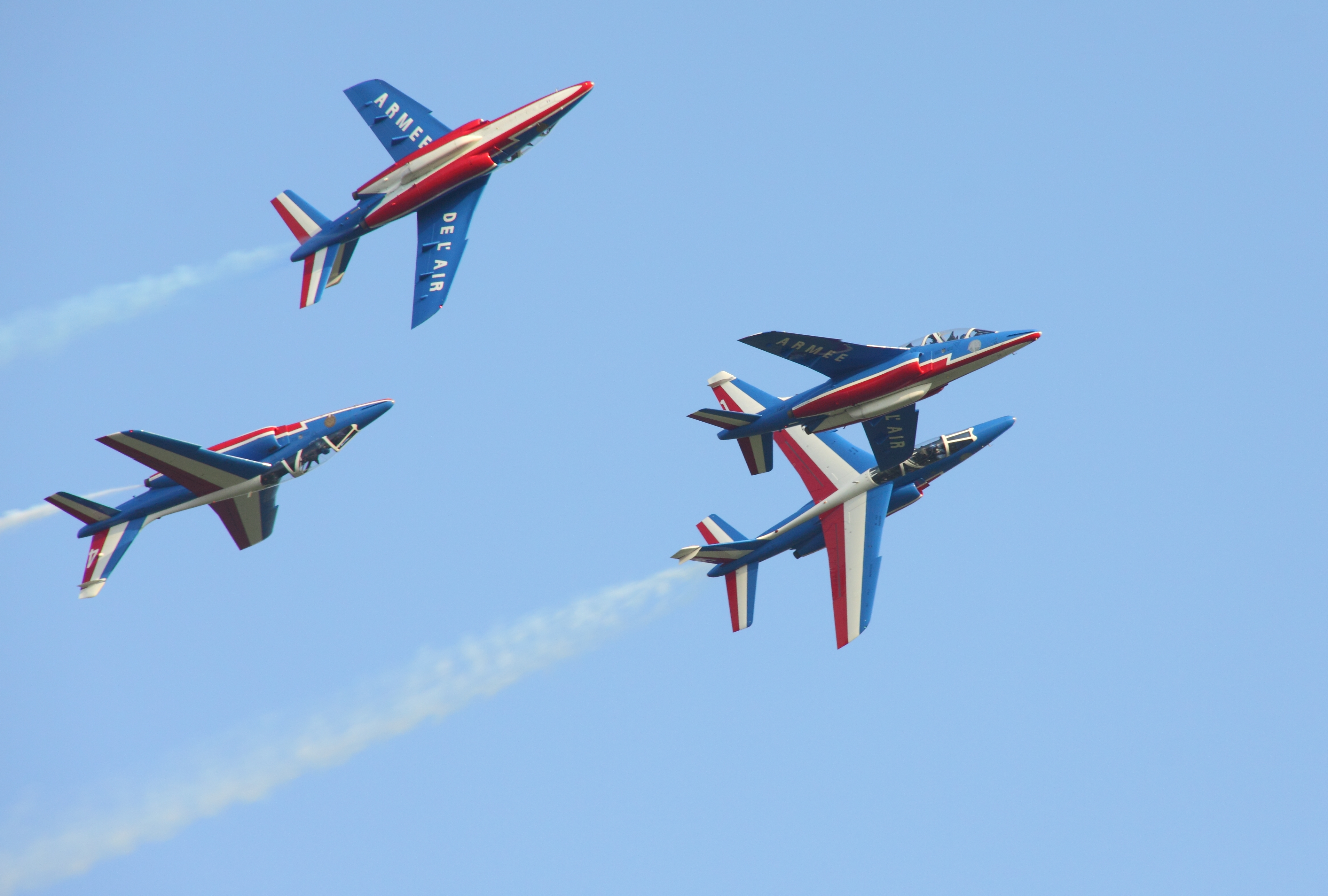
Patrulla 2011
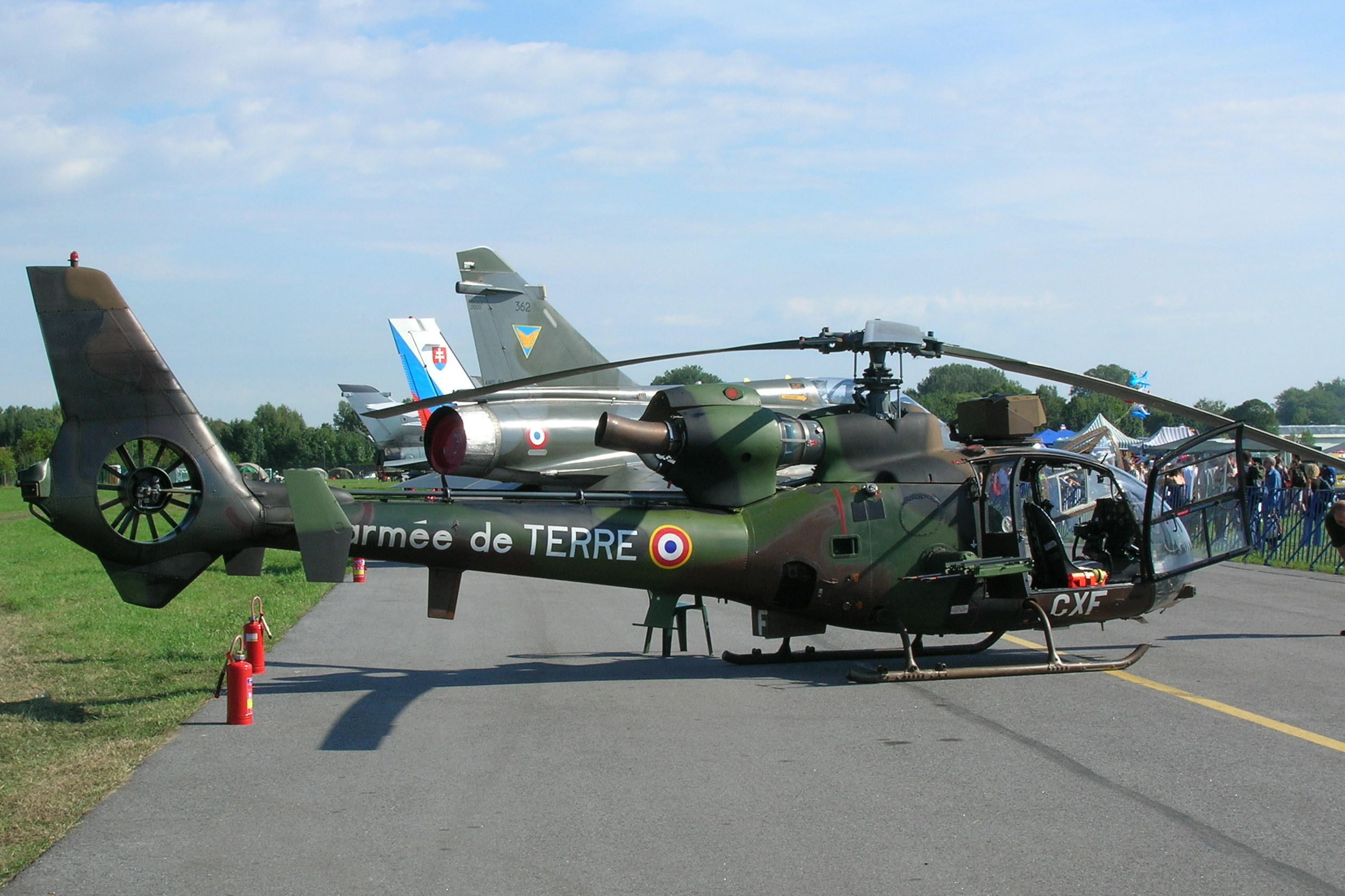
Gazela, 2005
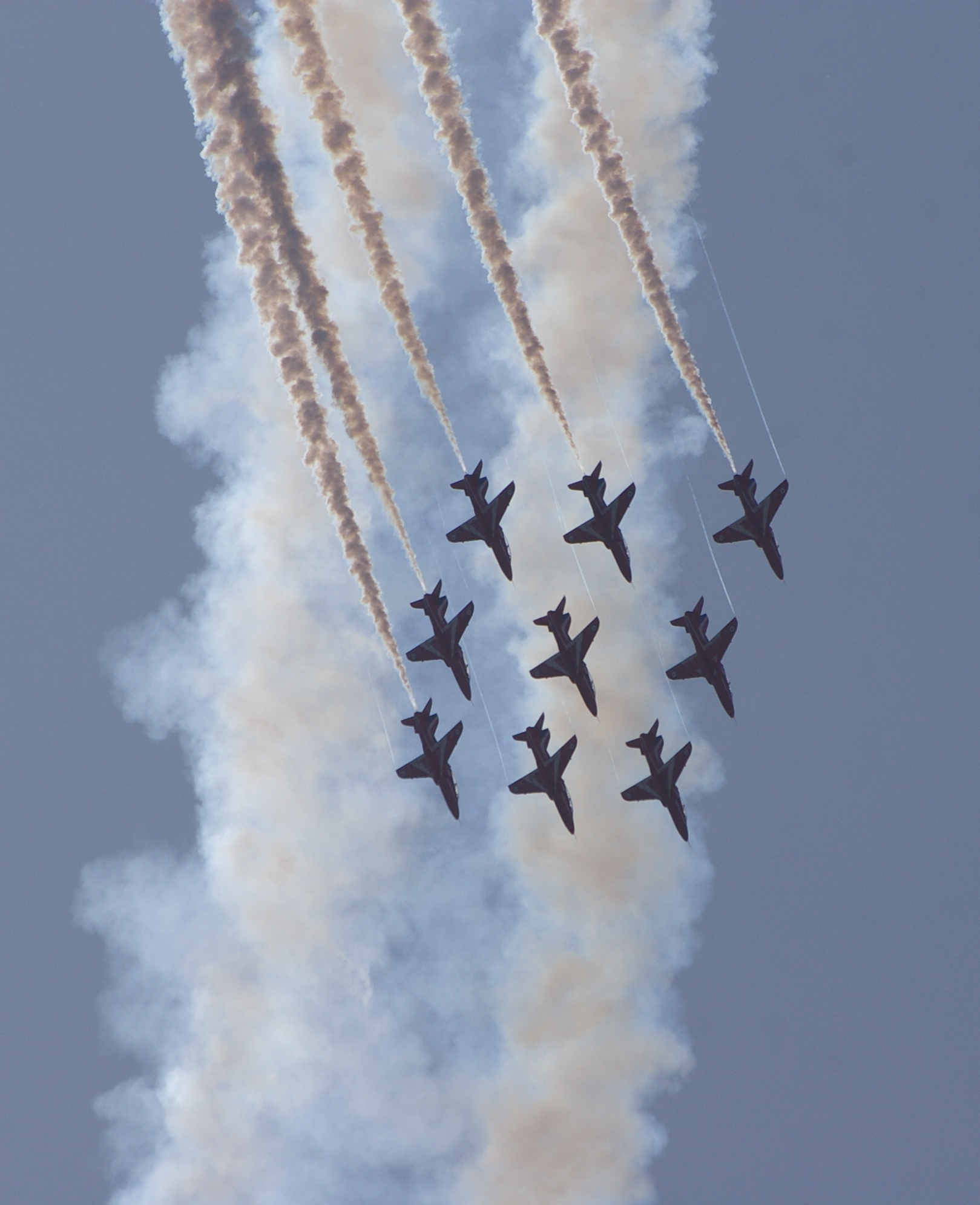
Fletxes vermelles, 2009
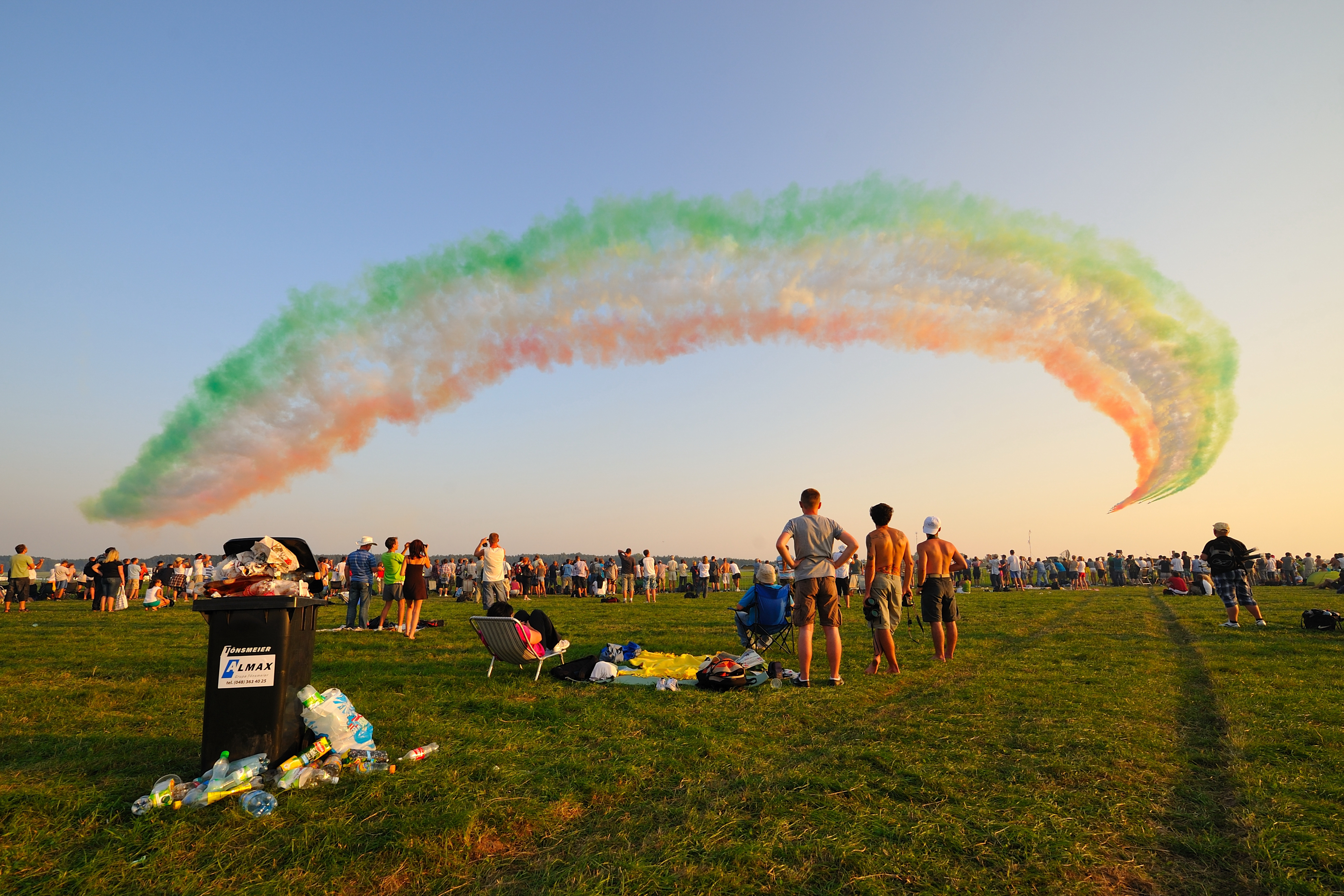
Frecce Tricolori, 2011
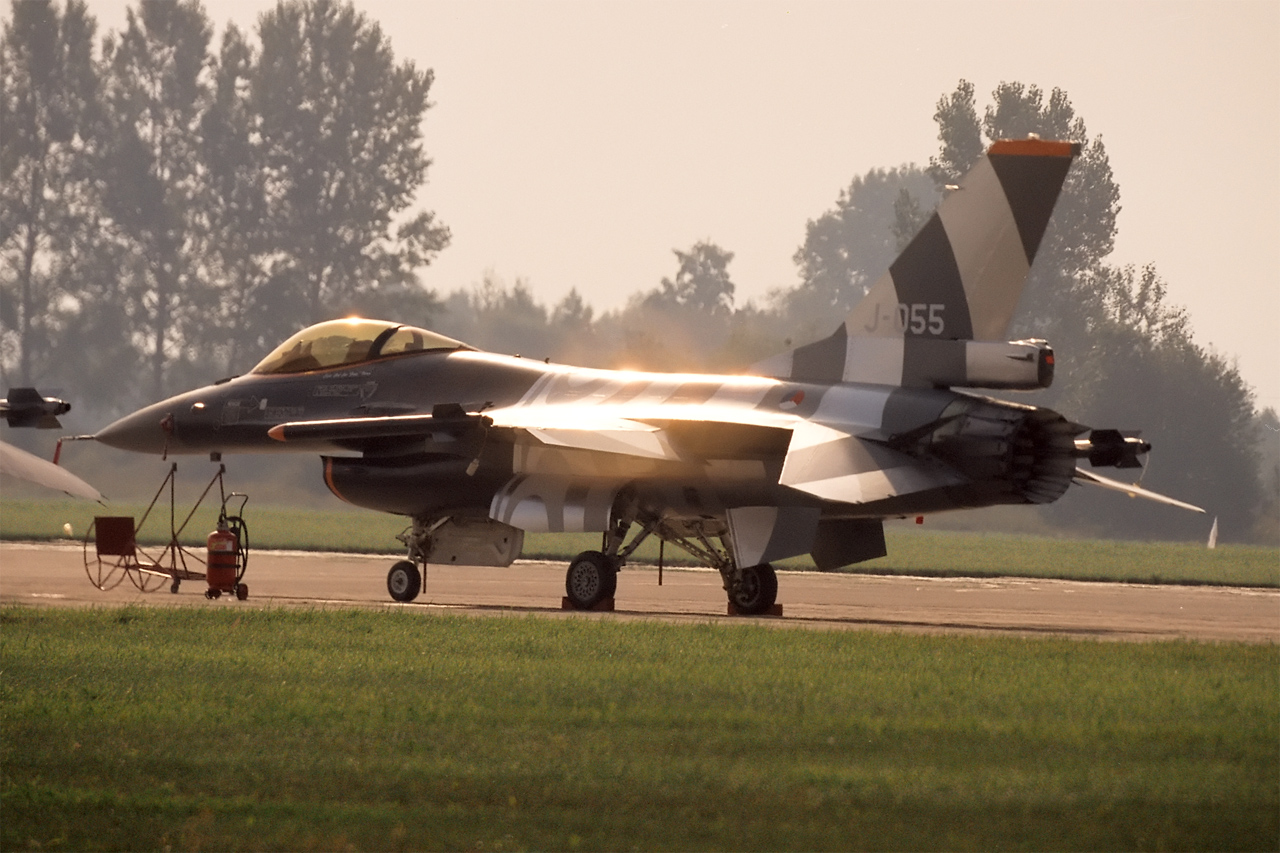
F-16, 2005

### Clima
Radom es beneficia d'un clima continental humit de tipus dfb segons la classificació de Köppen. Aquest tipus de clima està marcat per grans variacions de temperatura estacionals. Els estius a Radom són càlids, els hiverns relativament freds. Aquesta variació pot arribar fins a 33 °C, però generalment està entre 15 i 22 °C.

### Vies de comunicació i transport
La ciutat es troba a la cruïlla de les vies de comunicació nord-sud i est-oest. Hi ha sis carreteres nacionals (entre elles tres internacionals) que passen per la ciutat. Les línies de ferrocarril Varsòvia - Cracòvia i Lublin - Łódź es creuen a Radom.
Des de 1920, Radom disposa d'un aeroport militar situat a 3 km del centre de la ciutat. Aquest aeroport s'està remodelant per acollir vols comercials a partir setembre 2013. Per fi està operatiu des del setembre 2015.
|  |  |  |

## Història
Les excavacions arqueològiques mostren que la zona ja estava habitada a finals de l'Edat de pedra. Al segle VIII, hi ha un poble. Al segle x, aquest poble esdevé una fortalesa, amb muralles i fossat. La primera menció històrica de la ciutat data del 1155, en una butlla del papa Adrià IV. Aleshores la ciutat era propietat dels bisbes de Włocławek. Cap al 1300, l'antic Radom va rebre privilegis urbans. Al costat, es va fundar un nou poble, amb la seva església de Saint Waclaw.
Des del segle xiv, la ciutat va experimentar un creixement important. L'any 1340, Casimiro III el Gran va fundar un nou Radom (Nowy Radom) al costat de l'antic (Stary Radom). Radom va obtenir el dret de Magdeburg el 1364.
Al segle xv, la ciutat va rebre nous privilegis. S'hi van establir molts artesans i molts jueus. Gràcies a la seva ubicació en una important cruïlla de camins, el comerç i els serveis es desenvolupen. El 1383, la reunió de la dieta a Radom, va triar Hedwig d'Anjou com a « rei » de Polònia. L'any 1401, és aquí que es va concloure el primer acord sobre la unió de Polònia i Lituània. El 1481 i el 1482, va ser des de Radom que Polònia va ser governada per un regent, que va exercir el poder en absència del seu pare, el rei Casimiro IV Jagiello, que es trobava a Lituània. El 1505, a Radom, la Dieta va promulgar la nova constitució, coneguda per la seva fórmula central Nihil novi (res de nou) i que va obrir el camí al sistema parlamentari.: cap nova mesura legislativa pot ser presa pel rei sense l'acord de les dues cambres de la Res Publica (república), la dieta i el Senat. També s'adopten textos legals polonesos (Estatuts de Jan Łaski). L'any 1613 la vila esdevingué la seu de la cort del tresor reial.
Des del segle xvii, Radom experimenta un important déclin (incendi en 1628 i epidèmies de peste). Radom paga un gran preu en la guerra entre Suècia i Polònia (Inundació sueca): es cremen la vila i el castell. El 1767, el príncep Carles Stanisław Radziwiłł va crear la Confederació Radom subordinada a Rússia. El 1795, després de la tercera partició de Polònia, Radom va ser annexada per Àustria. El 1809 la ciutat es va unir al Ducat de Varsòvia. El 1815 es va incorporar al Regne del Congrés. El 1844 es va convertir en la capital del govern de Radom.

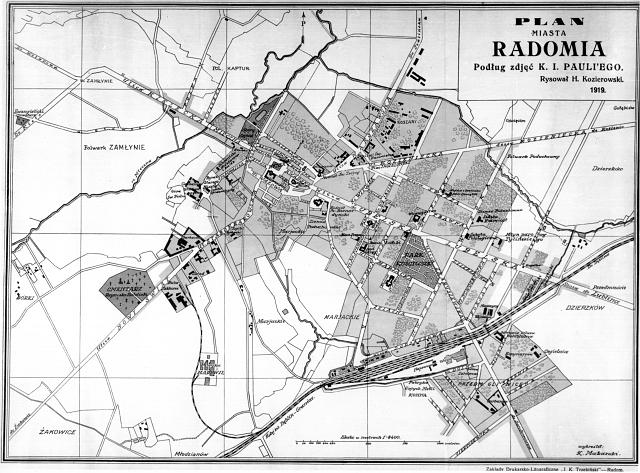
Mapa de Radom de 1919

Al segle xix, la ciutat es va industrialitzar (metal·lúrgia, agroalimentària, indústria del cuir), es van crear vies de comunicació modernes (posada en funcionament el 1885 del ferrocarril Dęblin - Radom - Dąbrowa Górnicza i la carretera que connecta la ciutat amb Varsòvia), es construeix una central elèctrica. Els habitants van participar en totes les insurreccions poloneses contra els ocupants i es van implicar en totes les lluites per la independència.
Després de la Primera Guerra Mundial i la independència de Polònia (1918), el paper de Radom com a centre industrial s'afirma. La ciutat forma part de la Regió Industrial Central (Centralny Okręg Przemysłowy). Es creen moltes empreses: fàbrica d'armes, fàbrica d'equips telefònics, producció de tabac i calçat. A partir de 1935, una línia de ferrocarril connectava Radom amb Varsòvia.

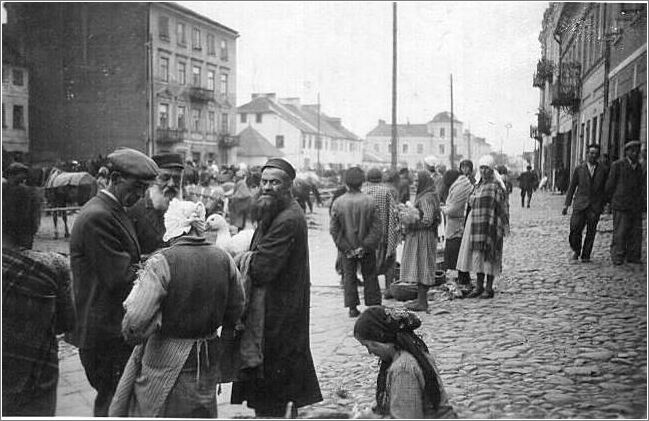
Carrer del gueto de Radom l'any 1940.

Durant la Segona Guerra Mundial, Radom va ser incorporat al Govern General dins del districte del mateix nom: execucions arbitràries, atemptats, deportacions a camps de concentració. La ciutat també va ser una de les primeres a veure la creació d'un gueto “experimental”. La resistència és molt activa. La població jueva (30 000 persones el 1939, el 30 % de la població de la ciutat) és exterminat.
Radom va ser alliberat per l'Exèrcit Roig el 16 de gener de 1945. Els edificis no van patir massa la guerra. La ciutat reprèn les seves activitats industrials. La ciutat és un dels centres de l'oposició anticomunista. El 25de juny de 1976, la manifestació obrera de Radom contra el govern va degenerar en un motí. El 4 de juny de 1991, la ciutat va rebre la visita de Joan Pau II. L'any 1992 esdevingué la seu d'una diòcesi. L'any 1996, l'escola d'enginyeria es va transformar en una facultat politècnica, aquesta última es va convertir en la Universitat Kazimierz Pułaski de Ciències Tècniques i Humanes el 2012.
| Radom pendant la Seconde Guerre mondiale | Radom, 1975 | Manifestation anticommuniste des ouvriers de Radom, 1976 | Jean Paul 2 à Radom, 1991 |

## Política i administració

Museu de la Vida Rural Radom
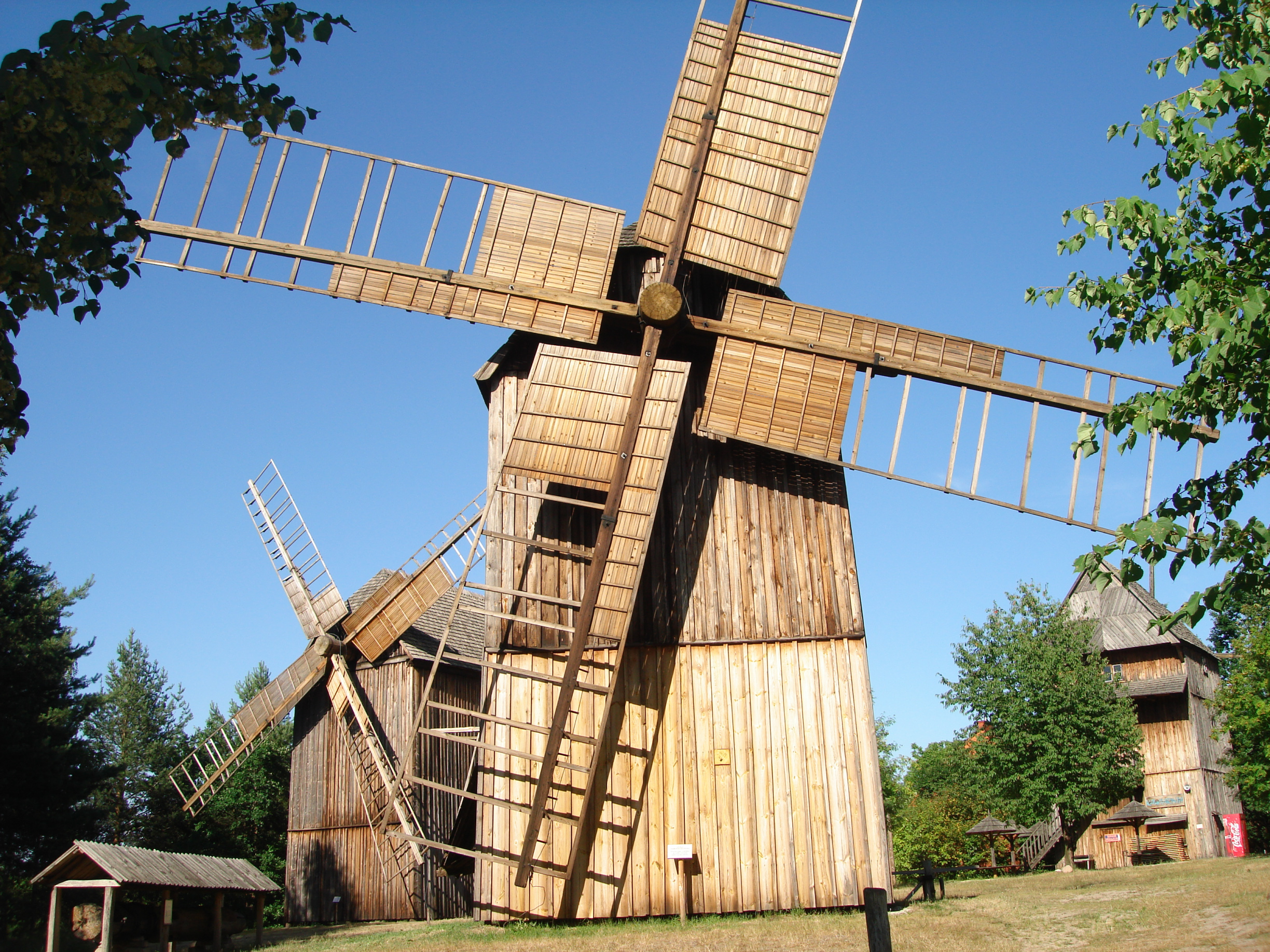
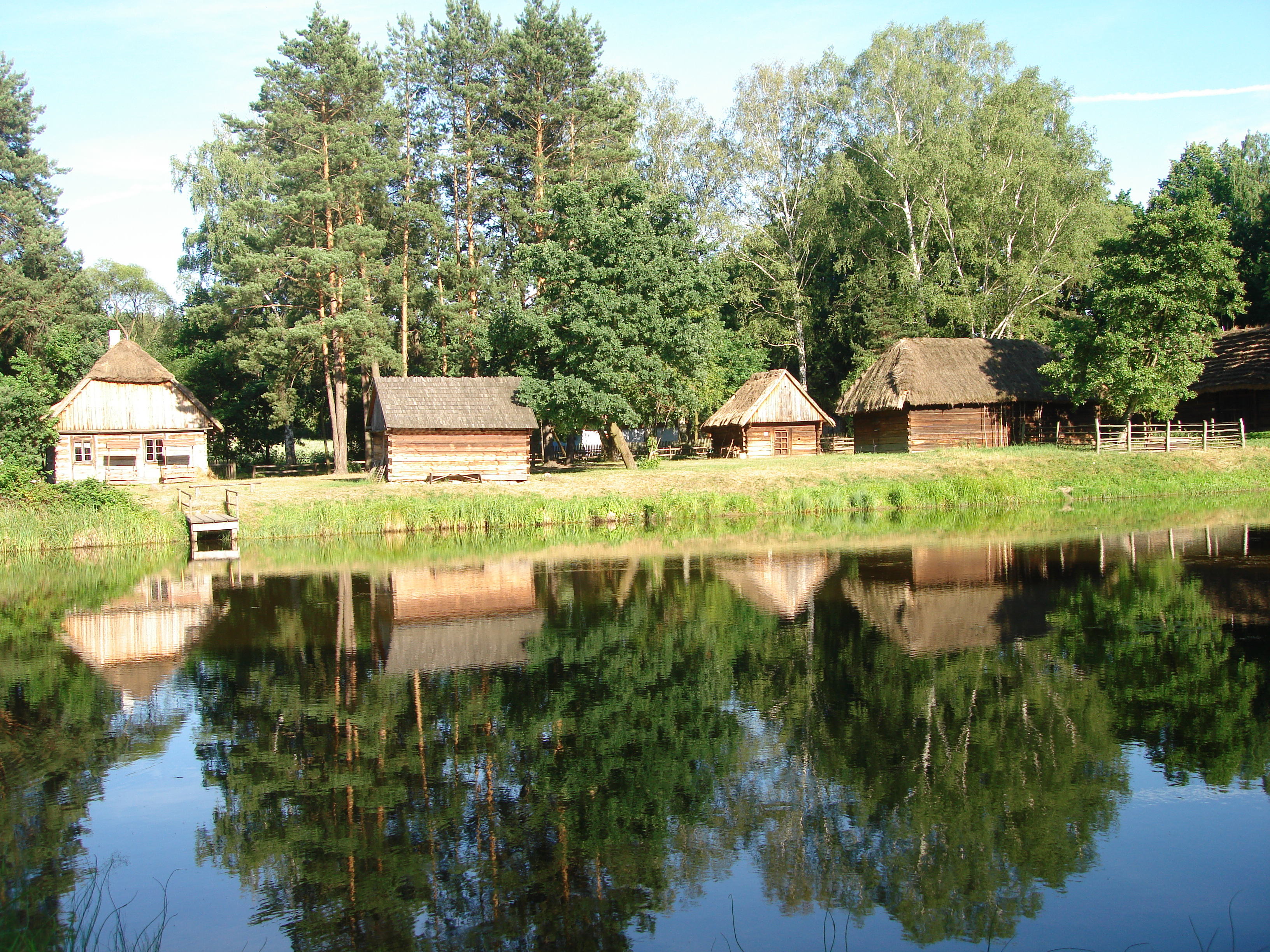
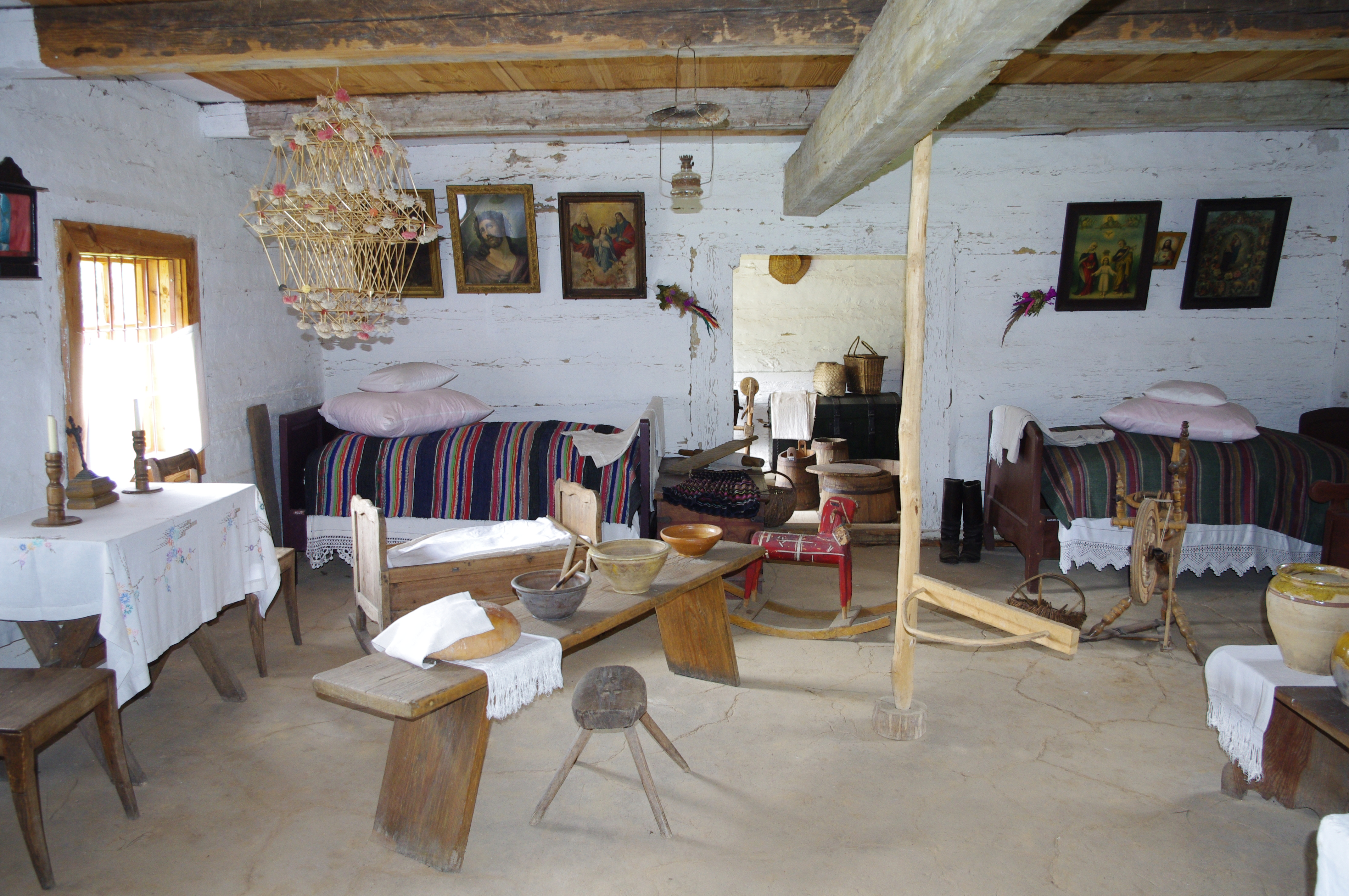

### Actes i festes culturals
- Saló aeri anual " Radom Air Show " (finals d'agost)
- Radom Jazz Festival (octubre/novembre)
- Festival Internacional de Teatre de Gombrowicz (octubre)

## Economia
Hi ha 25.000 empreses a Radom (especialment pimes): empreses comercials, constructores, empreses de transport i comunicació, financeres i asseguradores, etc.
Les dues empreses més grans són Fabryka Broni Łucznik-Radom - fàbrica d'armes i Radoskór (producció de sabates).

## Cultura i patrimoni local

### Llocs i monuments
- Piotrówka (restes de l'antiga fortalesa)

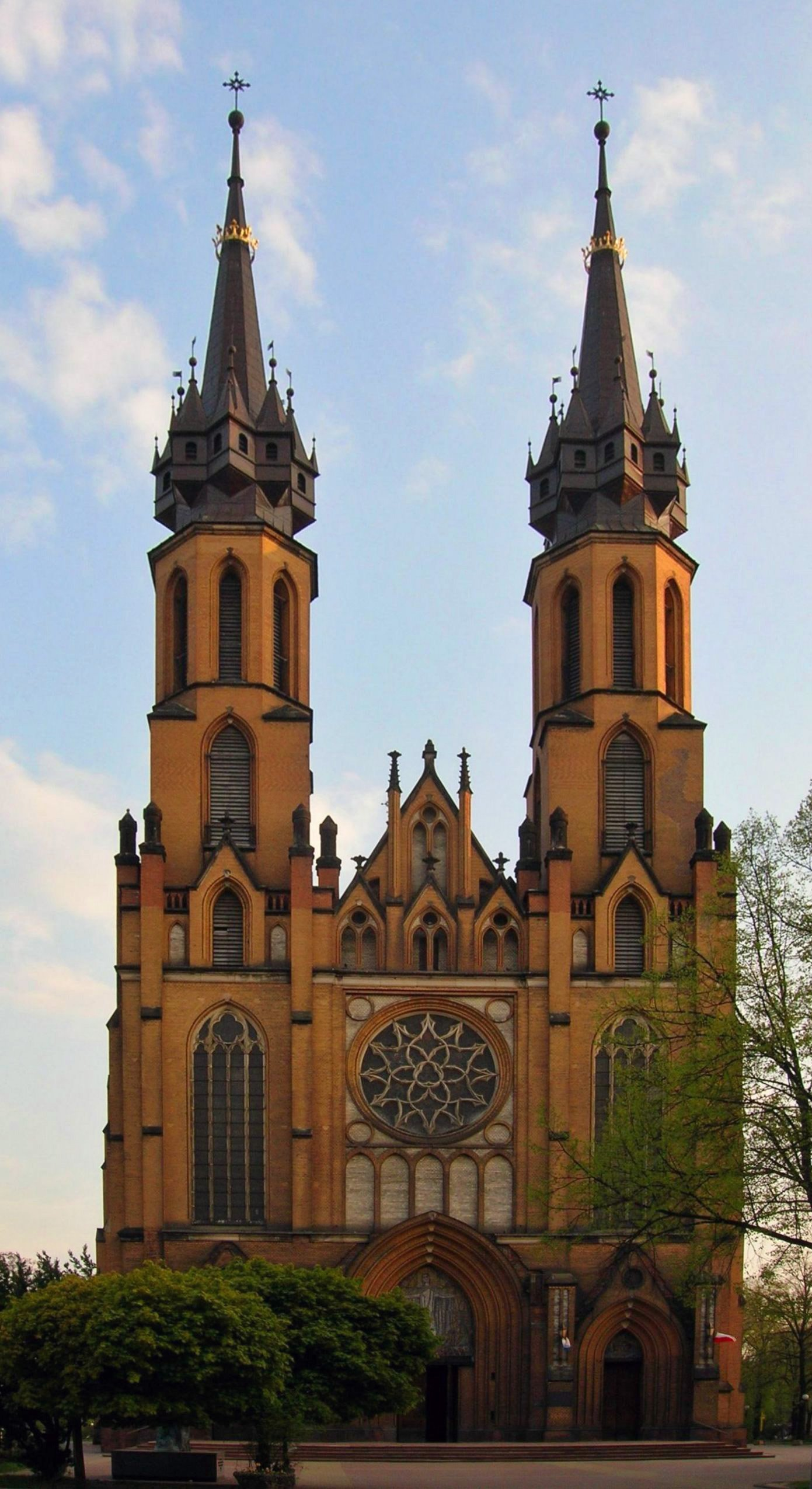
Catedral de Santa Maria de Radom

- Restes d'un antic castell reial a Radom
- Catedral de Santa Maria a Radom, d'estil neogòtic
- Esglésies de Saint Waclaw i Saint Jean-Baptiste, d'estil gòtic
- Església de la Santíssima Trinitat i convent benedictí, d'estil barroc
- Cases burgeses dels segles XVI i XVII
- antic col·legi escolapi (avui, Museu Jacek Malczewski)
- església protestant
- Conjunt de maó gòtic format per l'església i el convent dels Bernardins
- ajuntament, planta medieval de la vila

| Église Saint Jean-Baptiste | Église Saint Stanislaw.jpg | Archives municipales |

La ciutat de Radom inclou nou parcs, tres dels quals estan inclosos a la llista de monuments històrics: Stary Ogród, Leśniczówka i Tadeusz Kościuszko Park. També hi ha quatre jardins protegits i 7 monuments naturals (per exemple roures centenaris).
Radom té al seu territori un llac de 9 ha al barri de Borki (a 10 minuts del centre de la ciutat). A l'establiment s'ofereixen diferents activitats esportives: piragüisme i handbol, tennis, futbol, patinatge a l'hivern. Zalew Borki és sovint el seu lloc per a actuacions artístiques, espectacles a l'aire lliure, concerts, etc.

### Equipaments culturals
- 2 sales de cinema (11 sales)
- 2 teatres inclosos: Teatre Jan Kochanowski
- 7 museus inclosos: Museu Jacek Malczewski, Museu de la Vida Rural al poble de Radom, Museu d'Art Modern
- 5 cases de cultiu
- 4 televisions i 6 ràdios locals
- 14 diaris i revistes locals

### Personalitats vinculades al municipi
- Jan Casimir Goluchowski, estrella de Radom al segle xvii,
- Adolf Schulz-Evler (1852–1905): pianista i compositor;
- Alexandre Orloff (1899-1979): pintor;
- Wanda Grabińska (1902-1980), jutge i advocat
- Edward Materski (1923-2012): bisbe de Radom de 1992 a 1999;
- Leszek Kołakowski (1927-2009): filòsof i historiador nascut a Radom;
- Kazimierz Paździor (1935-2010): boxejador nascut a Radom;
- Zygmunt Zimowski (1949-2016): bisbe de Radom del 2002 al 2009.
- Michał Karbownik (2001-): futbolista nascut a Radom;
- Arkadiusz Pyrka (2002-): futbolista nascut a Radom;

### Agermanaments
- Municipi de districte de Vilnius (Lituània) des de 1996
- Banská Bystrica (Eslovàquia) des de 2001
- Daugavpils (Letònia) des de 1993
- Gomel (Bielorússia) des de 1992
- Stara Zagora (Bulgària) des de 2001
- Ternopil (Ucraïna) des de 1996
- Ploieşti (Romania) des de 2003
- Oziory (Rússia) des de 2003
- Magdeburg (Alemanya) des del 24 de juny de 2006
- Talavera de la Reina (Espanya) des del 24 de juny de 2006